# Саут Комелик (Аризона)
Саут Комелик (енгл. South Komelik) насељено је место без административног статуса у америчкој савезној држави Аризона.

## Демографија
По попису из 2010. године број становника је 111.
| Група             | 2000.    | 2010.     |
| Белци             | 0 (0,0%) | 0 (0,0%)  |
| Афроамериканци    | 0 (0,0%) | 0 (0,0%)  |
| Азијати           | 0 (0,0%) | 0 (0,0%)  |
| Хиспаноамериканци | 0 (0,0%) | 11 (9,9%) |
| Укупно            | 0        | 111       |